# Долна Винча (община Пале)
Долна Винча (на сръбски: Доња Винча) е село в Босна и Херцеговина, разположено в община Пале, в ентитета на Република Сръбска. Намира се на 1020 метра надморска височина. Населението му според преброяването през 2013 г. е 13 души, от тях: 13 (100 %) бошняци.

## Население
Численост на населението според преброяванията през годините:
- 1961 – 124 души
- 1971 – 104 души
- 1981 – 60 души
- 1991 – 35 души
- 2013 – 13 души